# Saltatio Mortis
Saltatio Mortis ("Dansa de la mort", en llatí) és un grup alemany de rock medieval fundat l'any 2000 a prop de la ciutat de Mannheim. El seu lema és "Aquell que balla no mor". En el seu moment van ser dels primers grups de música alemanys en adoptar aquest estil de música i actualment són un dels grups més prolífics en el món del rock medieval.

## Estil
La banda va ser fundada l'any 2000 en el marc d'un esdeveniment de temàtica medieval anomenat "Mittelalterlich Phantasie Spectaculum". El seu estil es pot descriure com a rock medieval o folk rock. Les lletres de les seves cançons se centren en la crítica de l'autoritat i la creença en mons ideals. La banda alemanya empra tant instruments tradicionals com influències del rock, tot i que inicialment també es van fer servir ritmes propis de la música electrònica. Saltatio Mortis també ha realitzat concerts utilitzant un vestuari propi de l'edat mitjana.

## Discografia

### Àlbums
- 2001: Tavernakel (Tavernaculum) Napalm Records
- 2002: Das zweite Gesicht (La segona cara) Napalm Records
- 2003: Heptessenz (La sèptima essència) Napalm Records
- 26 January 2004: Erwachen (El despertar) Napalm Records
- 29 August 2005: Des Königs Henker (El botxí del rei) Napalm Records
- 3 September 2007: Aus der Asche (De les cendres) Napalm Records
- 31 August 2009: Wer Wind Sät (Aquell que sembra el vent ...) Napalm Records
- 29 August 2011: Sturm aufs Paradies (Córrer cap al paradís) Napalm Records
- 16 August 2013: Das Schwarze Einmaleins Napalm Records
- 14 August 2015: Zirkus Zeitgeist We Love Music

### Àlbum recopilatori
- 2016: Licht & Schatten - El millor de 2000-2014, We Love Music

### Àlbums en directe
- 2005: Manufactum Napalm Records
- 2010: Manufactum II Napalm Records
- 1 April 2011: 10 Jahre Wild Und Frei (10 anys salvatges i lliures) CD/DVD en directe gravat al Stadthalle Wuppertal 15/10/2010, Napalm Records
- 8 April 2013: Manufactum III CD en directe, Napalm Records
- 2016: Zirkus Zeitgeist – Live aus der großen Freiheit Live CD, We Love Music